# Mère
Cet article possède des homonymes et des paronymes, voir Mere (homonymie) et La Mère.
Pour les articles ayant des titres homophones, voir Maire (homonymie), Mer (homonymie) et Mers.
« Maternel » redirige ici. Pour les autres significations, voir Maternelle.

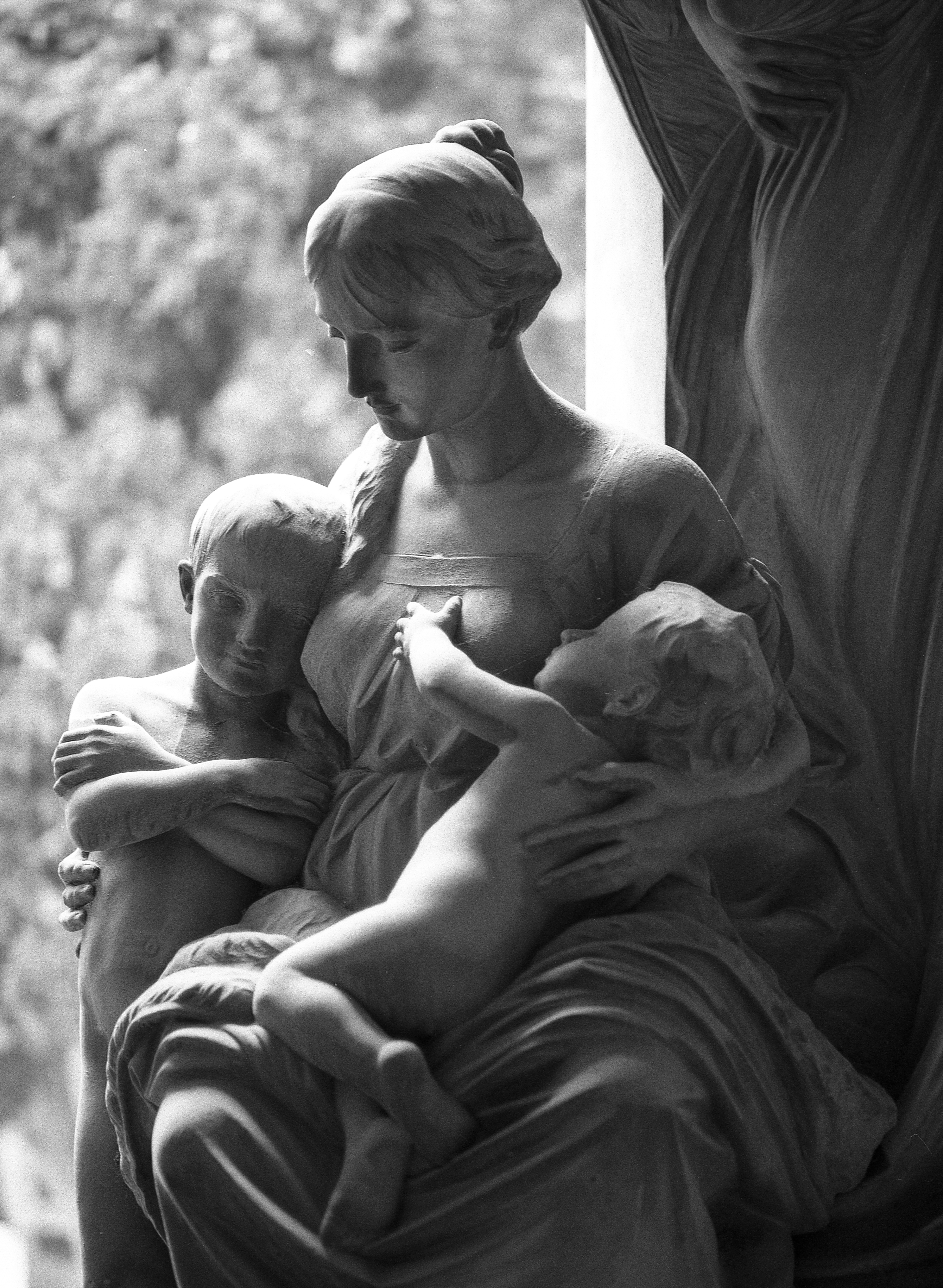
Statue du cimetière de Staglieno à Gênes (Italie).

La mère est le parent biologique ou adoptif de sexe féminin d'un enfant et définie en langue française comme une « femme qui a mis au monde, élève ou a élevé un ou plusieurs enfants ».
Le mot qui signifie « mère » est un des plus répandus au monde à travers toutes les langues indo-européennes (racine ma), ainsi que dans beaucoup d'autres (en chinois par exemple : pinyin ma). En français, le mot maman résulte d'une formation enfantine par redoublement, semblable au latin, au grec mamma qui veulent dire « sein » (cf. mamelle).
Lorsque l'enfant est élevé par ses parents biologiques, le terme « mère » ne pose pas d'ambiguïté, c'est le parent de sexe féminin mais en cas d'adoption, on désignera généralement la personne de sexe féminin qui élève l'enfant comme étant la mère ou la mère adoptive, tandis que celle qui a conçu l'enfant sera sa génitrice, sa mère biologique ou, parfois, sa « vraie mère ».
Dans le cas des mammifères comme pour les humains par exemple, la mère porte l'enfant (d'abord appelé embryon puis fœtus) dans son utérus à partir de sa conception jusqu'à ce qu'il soit suffisamment développé pour naitre. C'est au terme de la grossesse que la mère accouche de l'enfant. Après la naissance, la poitrine de la mère produit du lait pour nourrir l'enfant.
Pour les organismes non sexués, « mère » est parfois utilisé pour dire « parent », dans le cas des organismes unicellulaires qui se reproduisent par fission, la « mère » désigne la cellule qui se divise pour produire des « filles ».

## Dans la religion
Dans la religion chrétienne, « mère » est un titre désignant certains membres de la communauté religieuse comme les abbesses, à l'instar de « père » pour les prêtres ordonnés. On peut aussi dire « mère supérieure » pour désigner la religieuse chargée de la direction d’une communauté. Une religieuse célèbre portant le titre de mère est Mère Teresa.
La Vierge Marie a été définie comme « Mère de Dieu », c'est-à-dire mère de Jésus-Christ.

## Mère biologique

Taux de natalité par pays en 2014.

La maternité biologique pour les humains, comme chez les autres mammifères, se produit lorsqu'une femelle enceinte met au monde un ovule fécondé. Une femme peut tomber enceinte par rapport sexuel après avoir commencé à ovuler. Chez les filles en bonne santé, la ménarche (première menstruation) survient généralement vers l'âge de 12 ou 13 ans.

Taux de fertilité par pays en 2020.

En règle générale, le fœtus se développe à partir du zygote viable, ce qui donne un embryon. La gestation se produit dans l'utérus de la femme jusqu'à ce que le fœtus (en supposant qu'il soit mené à terme) soit suffisamment développé pour naître. Chez l'homme, la gestation dure environ 9 mois, après quoi la femme accouche. Habituellement, une fois que le bébé est né, la mère produit du lait via le processus de lactation. Le lait maternel de la mère est la source d'anticorps pour le système immunitaire du nourrisson, et généralement la seule source de nutrition pour les nouveau-nés avant qu'ils ne soient capables de manger et de digérer d'autres aliments.
La maternité est généralement volontaire, mais peut également être le résultat d'une grossesse forcée, telle qu'une grossesse à la suite d'un viol. La maternité non désirée se produit surtout dans les cultures qui pratiquent le mariage forcé et le mariage des enfants, ou les pays où l'interruption volontaire de grossesse n'est pas autorisé.

## Mère non biologique

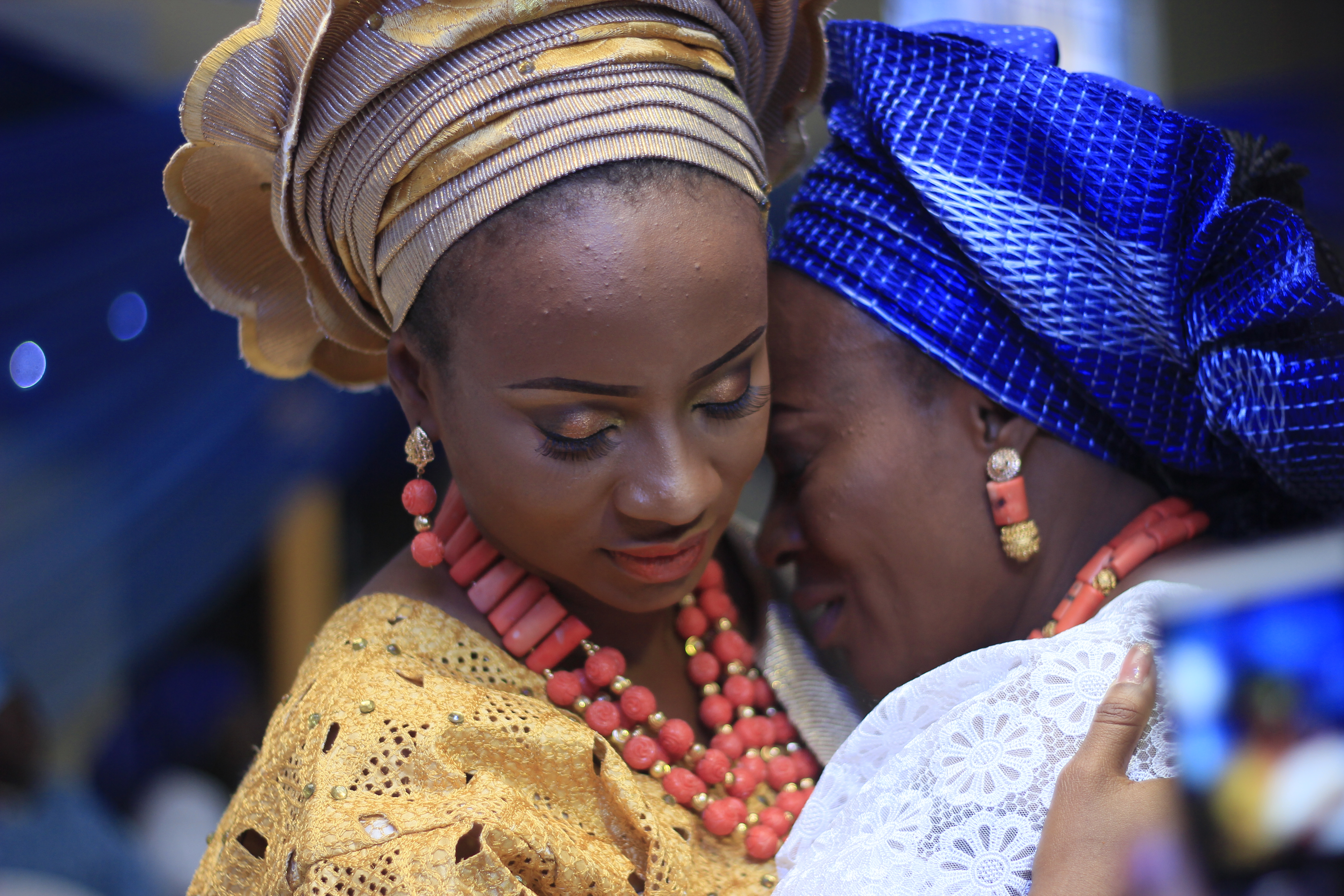
Une mère qui embrasse sa fille

La mère peut également être à une femme différente du parent biologique, surtout si elle remplit le rôle social principal dans l'éducation de l'enfant. Il s'agit généralement d'une mère adoptive ou d'une belle-mère (le partenaire biologiquement non apparenté du père d'un enfant).
L'adoption, sous diverses formes, a été pratiquée à travers l'histoire. Les systèmes d'adoption modernes, apparus au XXe siècle sont régis par des lois et règlements complets. Au cours des dernières décennies, les adoptions internationales sont devenues de plus en plus courantes.

### Mère porteuse
Une femme qui porte un enfant pour une autre personne ou un couple est appelée « mère porteuse » (GPA) ou « génitrice » (ou « gestatrice » si elle porte l'enfant sans fournir l'ovule).
Une mère porteuse est une femme qui porte un enfant issu de l'ovule fécondé d'une autre femme au nom d'un couple incapable de donner naissance à des enfants. Ainsi, la mère porteuse porte et donne naissance à un enfant dont elle n'est pas la mère biologique. La maternité de substitution est devenue possible grâce aux progrès des technologies de reproduction, telles que la fécondation in vitro. La maternité de substitution implique à la fois une mère génétique, qui fournit l'ovule, et une mère gestationnelle (ou porteuse), qui porte l'enfant à terme.

### Maternité dans une relation homosexuelle
Grâce aux progrès de la science, les femmes lesbiennes et bisexuelles vivant dans des relations homosexuelles (ou sans partenaire) peuvent plus facilement devenir mères. Si elles peuvent adopter, il existe également l'option de l'auto-insémination et de l'insémination artificielle avec donneur médicalement assistée. 
Au fur et à mesure que la technologie de la fertilité a progressé, davantage de femmes qui ne sont pas dans une relation hétérosexuelle, sont devenues mères grâce à la fécondation in vitro (FIV).

## Santé et sécurité maternelle

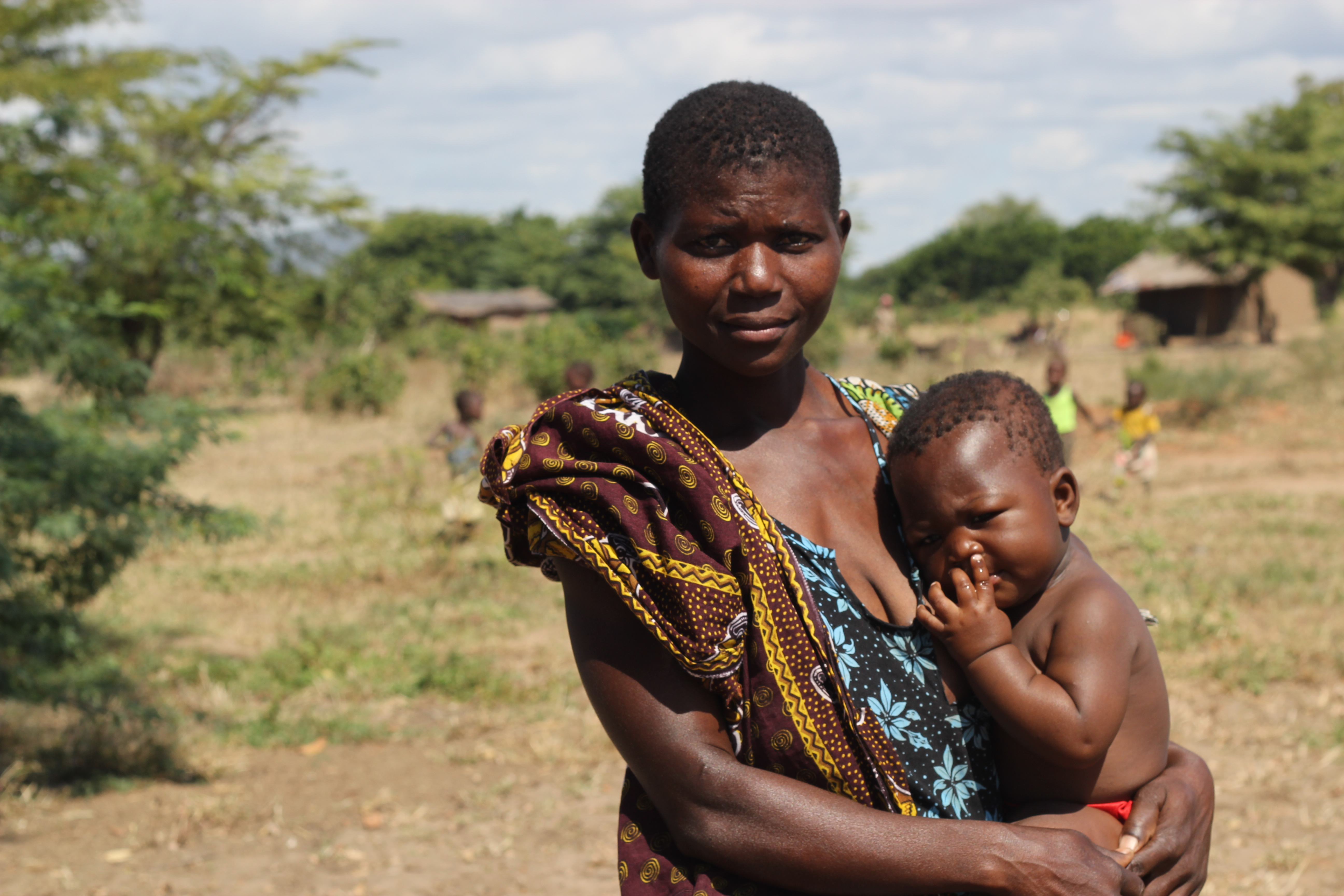
Les pays d'Afrique subsaharienne sont les plus exposés aux risques de mortalité maternelle.

D'après les données 2015 de l'OMS, le ratio de mortalité maternelle est de 12 pour 100 000 dans les pays développés contre 239 pour 100 000 dans les pays en développement. Les jeunes adolescentes (de 10 à 14 ans) courent un risque plus élevé de complications et de décès à la suite d'une grossesse que les autres femmes.
On enregistre une diminution du taux de mortalité maternelle de 38 % au niveau mondial entre 2000 et 2017, grâce principalement à des améliorations importantes dans des pays émergents très peuplés comme l'Inde, la Chine, le Brésil et l'Égypte.
En 2017, le Niger, le Mali, la République Centrafricaine, la RD Congo et la Somalie présentent les taux de mortalité les plus importants.
75 % de l’ensemble des décès maternels sont dus à une hémorragie sévère (pour l’essentiel après l’accouchement), à une infection (habituellement après l’accouchement), à de l'hypertension durant la grossesse (pré-éclampsie et éclampsie), aux complications dues à l'accouchement ou à un avortement pratiqué dans de mauvaises conditions de sécurité. Les autres causes de complications sont associées à des maladies comme le paludisme ou le VIH durant la grossesse.

## Sociologie
Les rôles sociaux associés à la maternité varient selon le temps, la culture et la classe sociale. Historiquement, le rôle des femmes se limitait dans une certaine mesure à celui de mère et d'épouse, les femmes étant censées consacrer l'essentiel de leur énergie à ces rôles et passer la plupart de leur temps à s'occuper de la maison. Dans de nombreuses cultures, les femmes recevaient une aide significative pour s'acquitter de ces tâches de la part de parents féminins plus âgés, comme les belles-mères ou leurs propres mères.

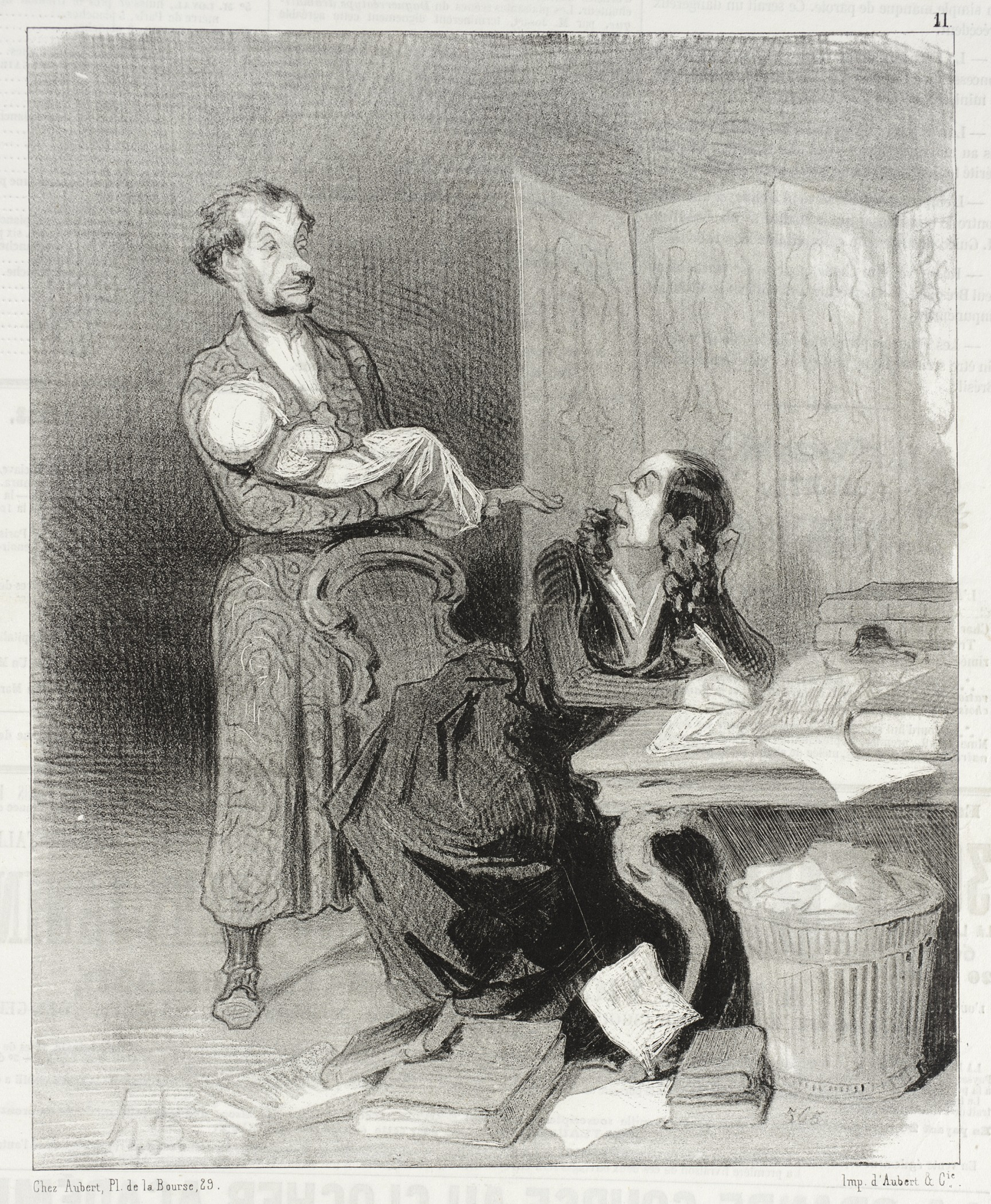
Autre perception de la maternité, illustration parue dans Le Charivari (1844)

À l'époque contemporaine et avec la libération des femmes, les mères peuvent être des mères au foyer ou des mères qui travaillent. Au cours des dernières décennies, le nombre de pères au foyer a également augmenté. Les mères ont toujours joué le rôle principal dans l'éducation des enfants, mais depuis la fin du XXe siècle, le rôle du père dans la garde des enfants a été davantage mis en avant et accepté socialement dans certains pays occidentaux. Le XXe siècle a également vu de plus en plus de femmes entrer sur le marché du travail avec des droits comme le congé de maternité et une diminution du taux de natalité mondiale à 2.4 enfants par femme en 2020. Le taux passe de 5.9 en Somalie voire 6.7 Niger à 1.3 en Italie, Grèce et Portugal.
Depuis les années 1970, dans les pays développés, la fécondation in vitro a rendu possible la grossesse à des âges bien au-delà des limites « naturelles », générant une controverse éthique et imposant des changements significatifs dans la signification sociale de la maternité.
Traditionnellement, et toujours dans la plupart des régions du monde aujourd'hui, une mère est censée être une femme mariée et la naissance hors mariage porte une forte stigmatisation sociale. Historiquement, cette stigmatisation s'applique non seulement à la mère, mais aussi à son enfant. Cela continue d'être le cas dans de nombreuses régions du monde en développement aujourd'hui, mais dans de nombreux pays occidentaux, la situation a évolué, la monoparentalité est aujourd'hui plus acceptable socialement qu'auparavant.

## Psychologie
En psychologie, on peut retrouver l'utilisation de terme « mère » pour désigner toute la personne qui remplit cette fonction auprès d'un jeune enfant. Il s'agit le plus souvent de la mère biologique mais il peut aussi s'agir du père, ou de toute autre personne, homme ou femme, avec ou sans lien parental avec l'enfant, qui remplit les fonctions dites maternelles. La littérature scientifique de langue anglaise parle dans ce cas de caregiver, un terme que l'on retrouve aussi dans la littérature scientifique en langue française (par exemple, dans les publications sur la théorie de l'attachement).
Chez Sigmund Freud, le désir envers la mère trouve en effet son origine dès les premiers jours de la vie et conditionne tout son développement psychique (psychogenèse). La mère est, d'une part, la « nourricière » et, d'autre part, celle qui procure du plaisir sensuel, via le contact avec le sein et à travers les soins corporels. L'enfant, qu'il soit fille ou garçon, en fait donc le premier objet d'amour qui reste déterminant pour toute sa vie amoureuse.

## Dans la culture

### Fête
Dans de nombreux pays, les mères sont célébrées lors d'une fête annuelle, la fête des mères, qui dans la plupart de ces pays a lieu en mai.

### Œuvres
Tout au long de l'histoire, la mère a fait l'objet d'œuvres artistiques, telles que des peintures, des sculptures ou des écrits. Quelques exemples sont listés ci-dessous par domaines.

### Sculpture

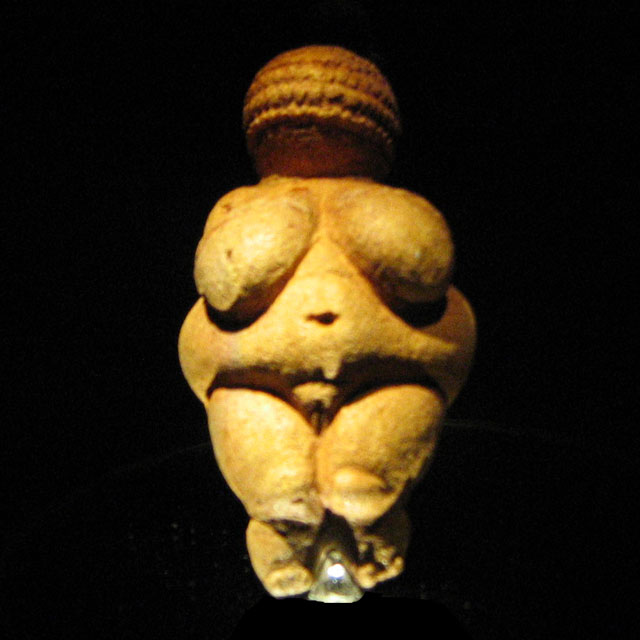
Vénus de Willendorf
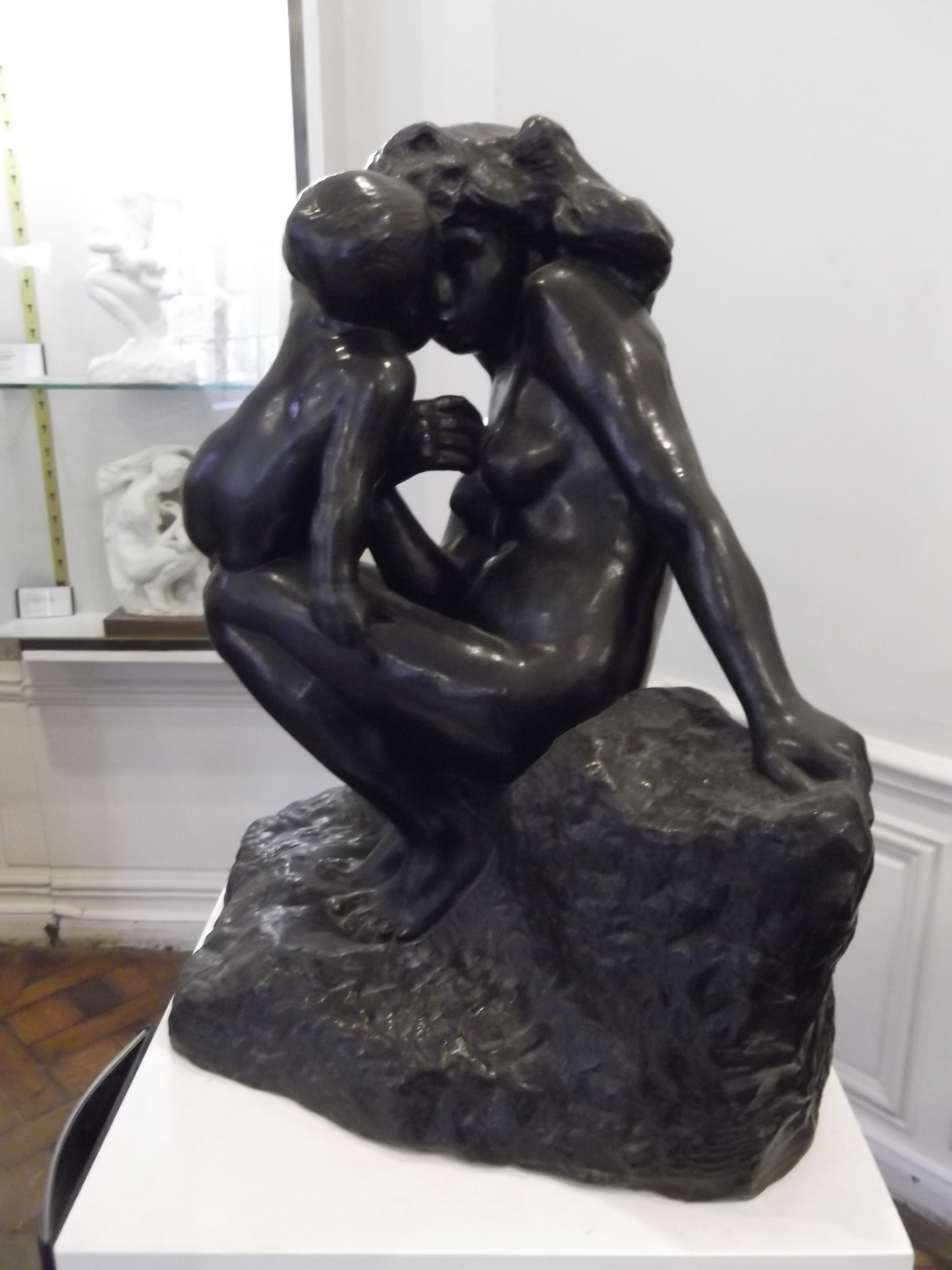
Jeune Mère, Auguste Rodin, Musée Rodin, Paris
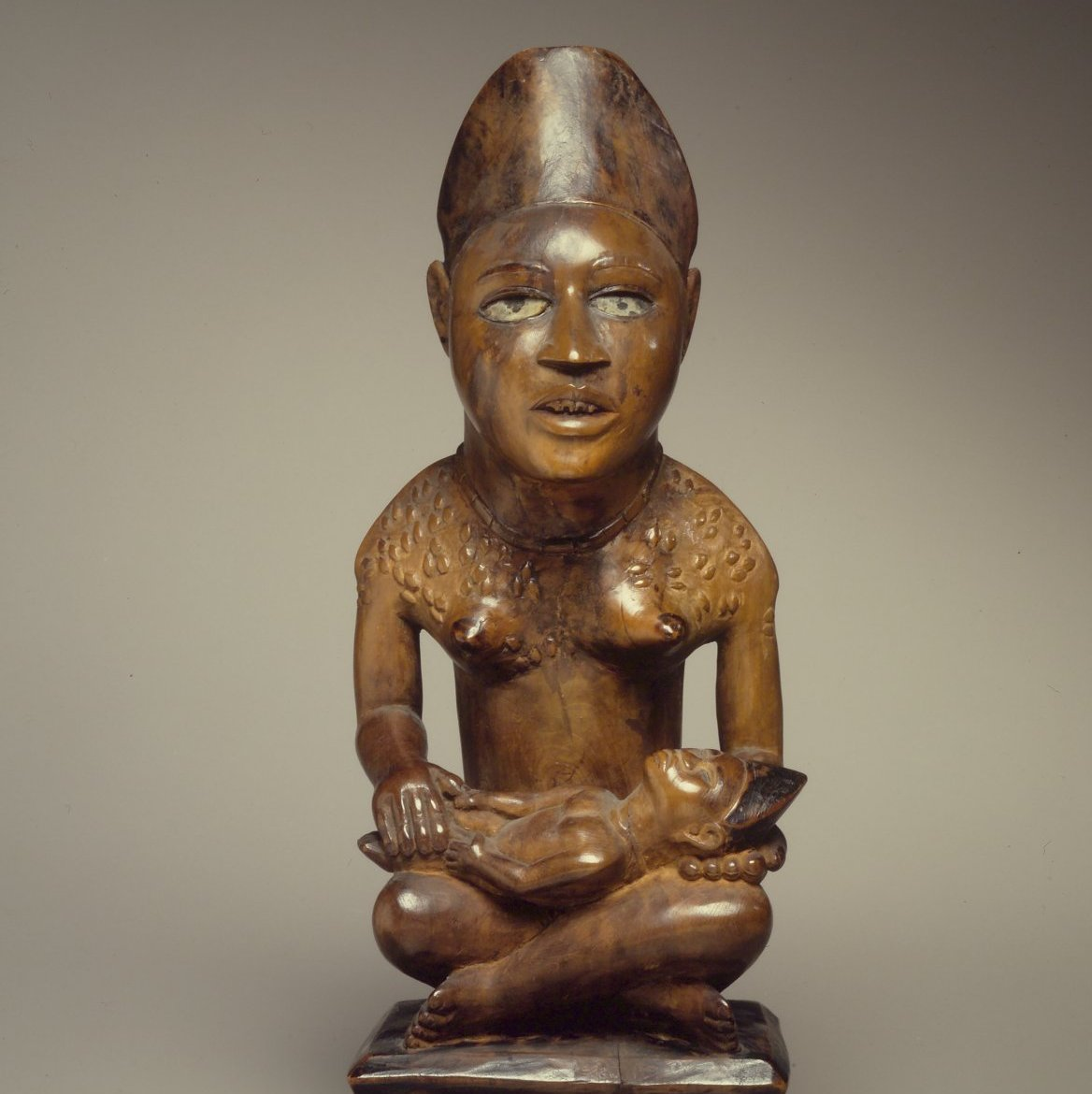
Mère et enfant Phemba. Musée de Brooklyn. New-York.
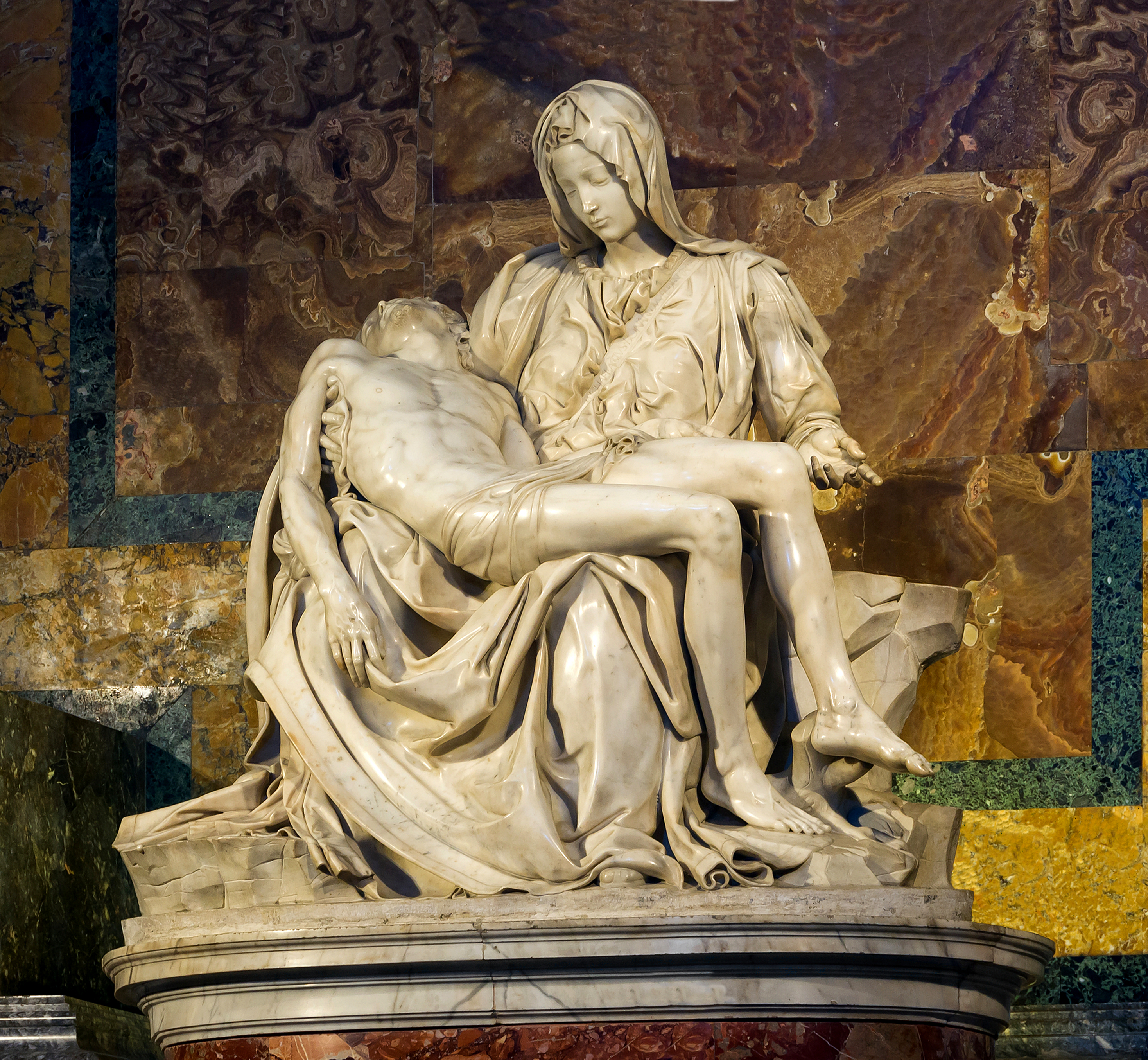
Pieta. Michel-Ange. Basilique Saint-Pierre. Vatican

### Peinture

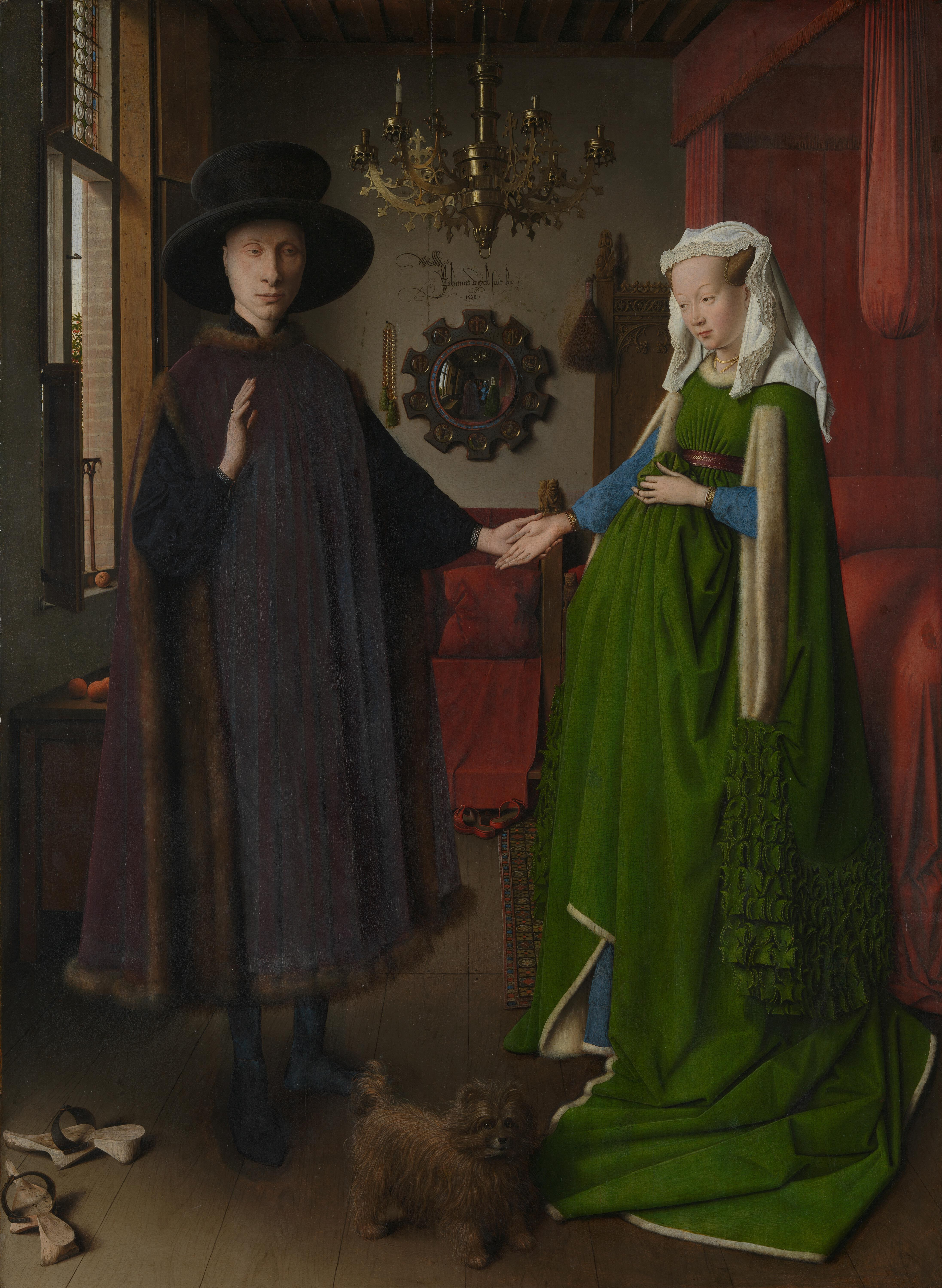
La chambre des époux Arnolfini. Jan van Eyck, 1434
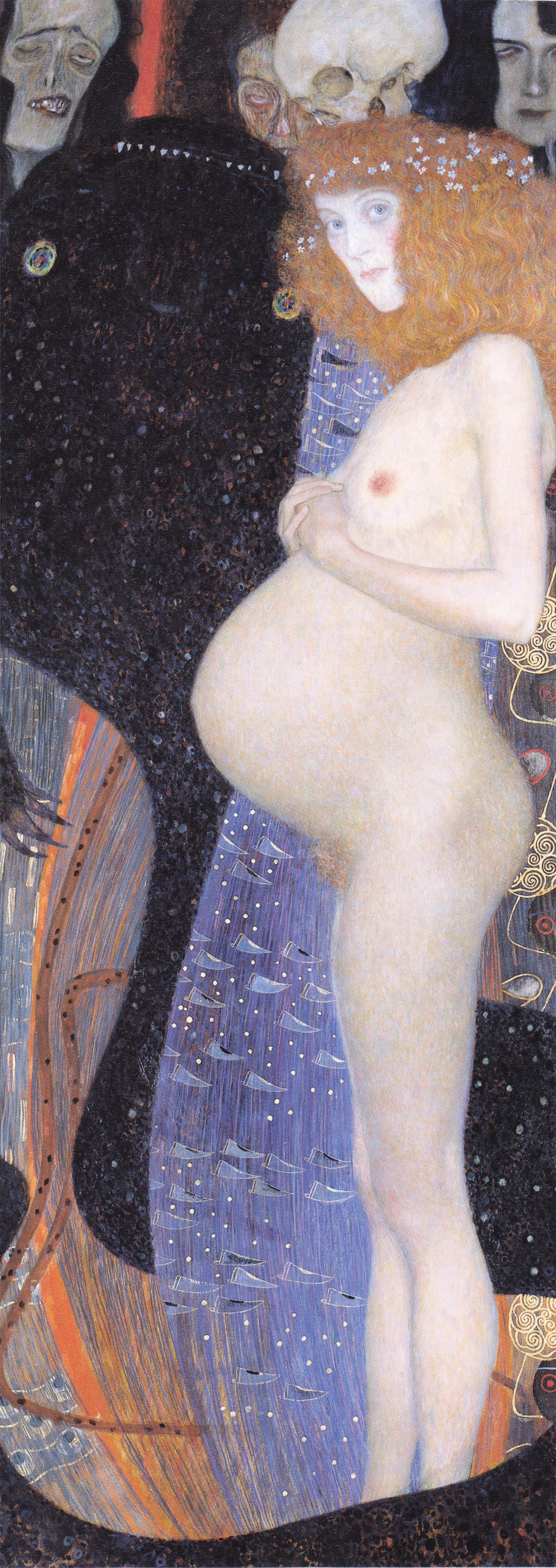
Hope I. Gustav Klimt. 1903
Gitane et son bébé. Amedeo Modigliani. 1919
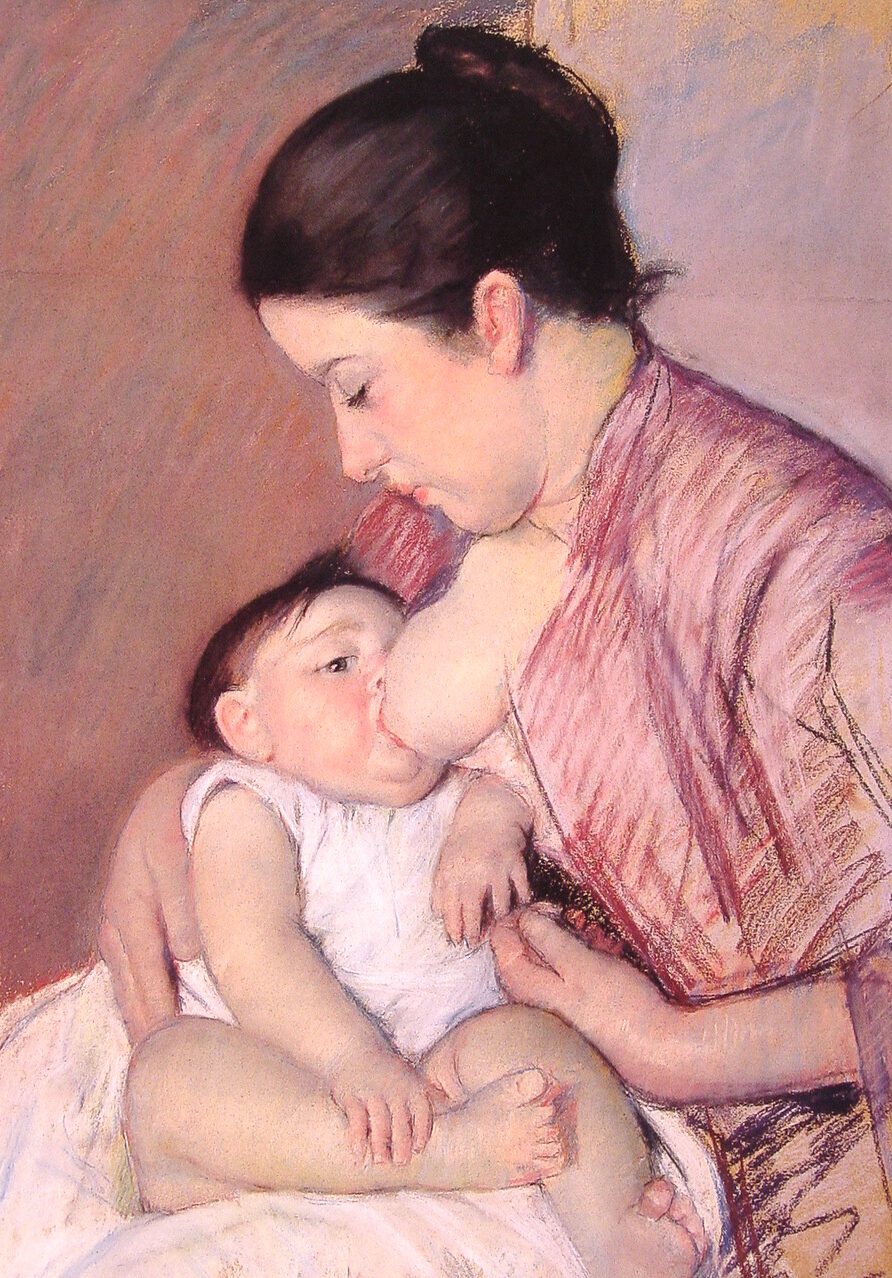
Maternité. Mary Cassatt. 1890
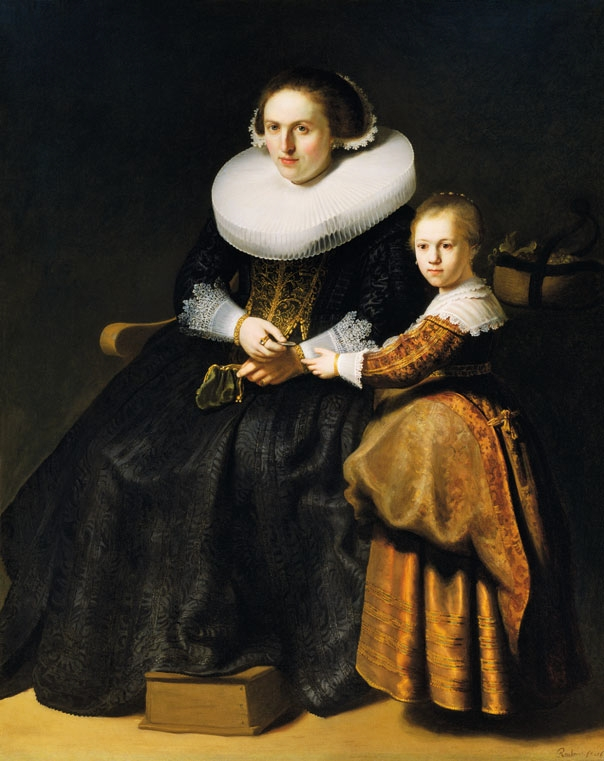
Portraits de Susanna van Collen et de sa fille Anna. Rembrandt. 1632. Collection Wallace. Londres.

### Photographie

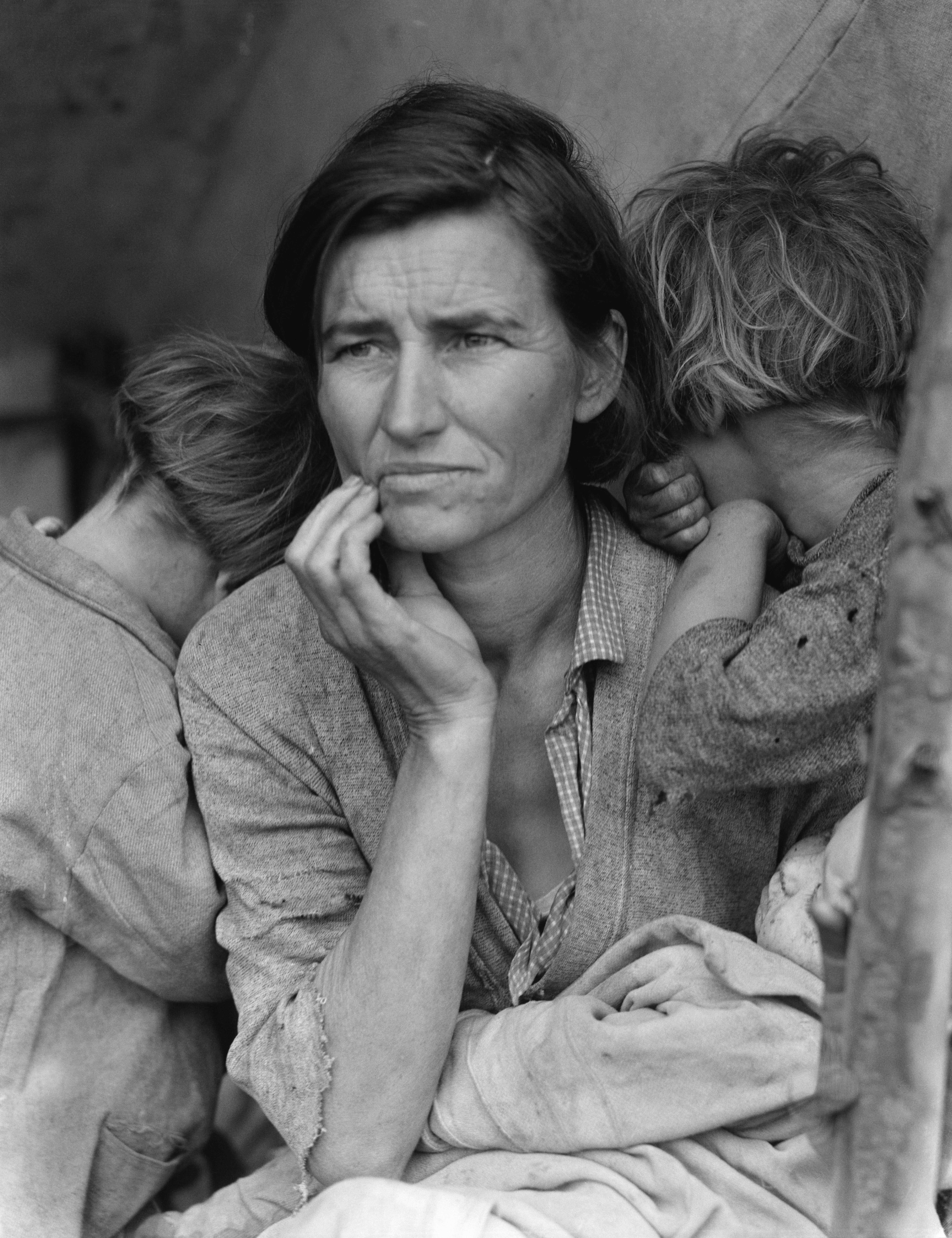
Mère migrante, Dorothea Lange (1936)
Mère et enfant. Edward S. Curtis. c1929
Jeune maman avec son enfant. Eric von Rosen. (1901–1902).
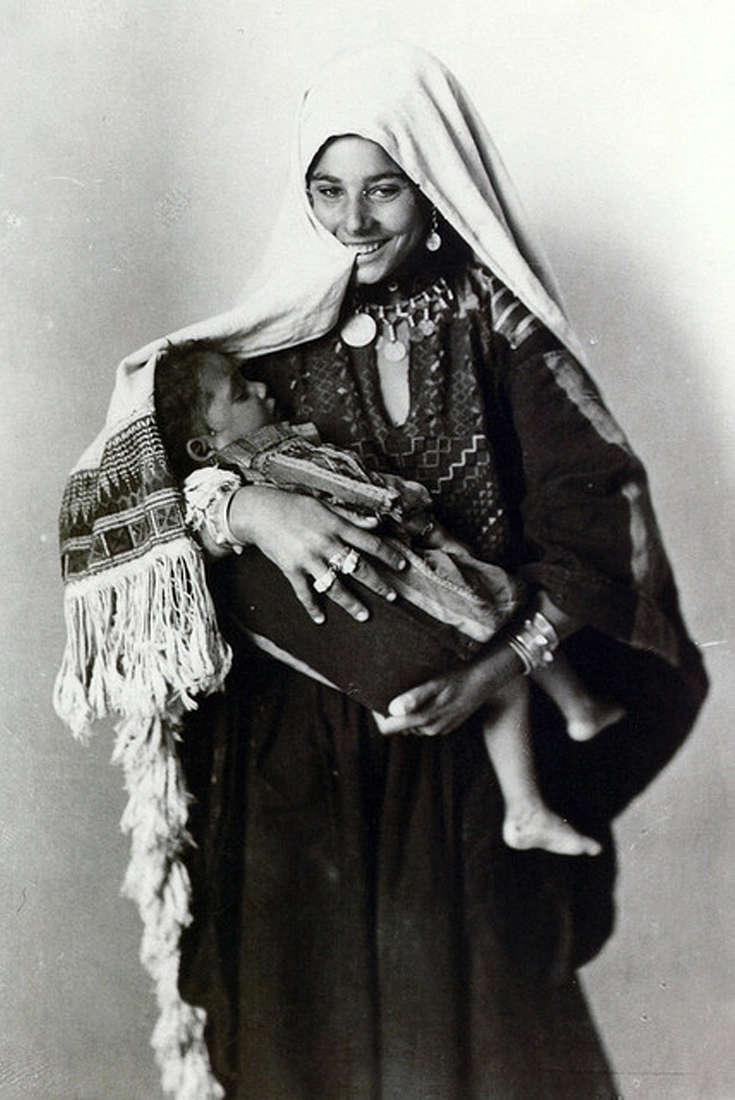
Mère palestinienne et son enfant. Khalil Raad. 1920

### Littérature
- La Mère, de Maxime Gorki

- La Mère, de Pearl Buck

- Le Livre de ma mère et Belle du Seigneur, d'Albert Cohen
- Ma mère et moi, de Brahim Metiba
- Le Château de ma mère, de Marcel Pagnol
- La Mère sauvage, La Mère aux monstres (nouvelles, recueil Toine) de Maupassant
- Mère Courage, de Bertolt Brecht
- Narcisse et Goldmund de Hermann Hesse
- Sido de Colette
- Les Mères, un album de bande dessinée de Claire Bretécher, 1982
- Une femme, Annie Ernaux, Gallimard, 1988
- La mort de ma mère, de Xavier Houssin, Buchet/Chastel, 2009
- Journal d'un amour perdu d'Éric-Emmanuel Schmitt, 2019

### Musique
De nombreux cantiques chrétiens évoquent la maternité de Marie dont les Ave Maria de Lourdes, Stabat Mater, Regina Caeli. À travers les époques, la figure de la mère apparait dans divers styles musicaux comme les chants populaires (C'est la mère Michel), les opéras (Lucrezia Borgia, Gaetano Donizetti) ou les chansons (Dans les yeux de ma mère, Arno).

### Cinéma
- La Maman et la putain de Jean Eustache
- Ma Mère, de Christophe Honoré
- Mère (en) (母?) de Kaneto Shindō
- Mother (마더) de Bong Joon-ho